# Søren Bebe

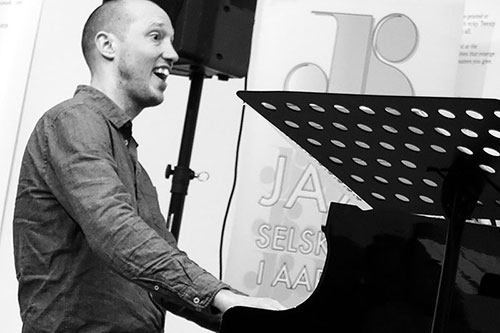
Søren Bebe in Aarhus, Dänemark (2015)

Søren Bebe (* 5. Dezember 1975 in Odense) ist ein dänischer Jazzpianist und Komponist.

## Leben
Bebe studierte bis 2004 an der Königlichen Musikakademie in Aarhus. 1995 veröffentlichte er gemeinsam mit der dänischen Sängerin Rikke Mølgaard das Album Twogether. Er tritt seit 2007 mit seinem Trio aus Anders Mogenson (dr) und Kasper Tagel (b) auf. Mit ihm nahm er die Alben Searching (MusicMecca, 2007), From Out Here (Your Favorite Jazz/VME 2010), A song for you (VME 2012), Eva (2013, mit dem Bassisten Marc Johnson), Gone (2014) und Home (2016) Echoes (2019) und  Here Now (2023) auf. Er tourte außer in Europa in den USA, China, Korea, Japan, Indonesien, Brasilien und Marokko, spielte auf Festivals wie dem Kopenhagen Jazz Festival oder dem Jazz Festival in Jakarta und dem von Hongkong. Bebe lebt in Kopenhagen.
2012 gewann er ein Stipendium des Dänischen Kunstrats. 2001 gewann er mit seinem Trio bei Young Nordic Jazz Comets.

## Diskografie
- 1995: Twogether
- 2007: Searching
- 2010: From Out Here
- 2012: A song for you
- 2013: Eva
- 2014: Gone
- 2016: Home
- 2019: Echoes
- 2023: Here Now